# Kościół św. Szczepana w Helmstedt

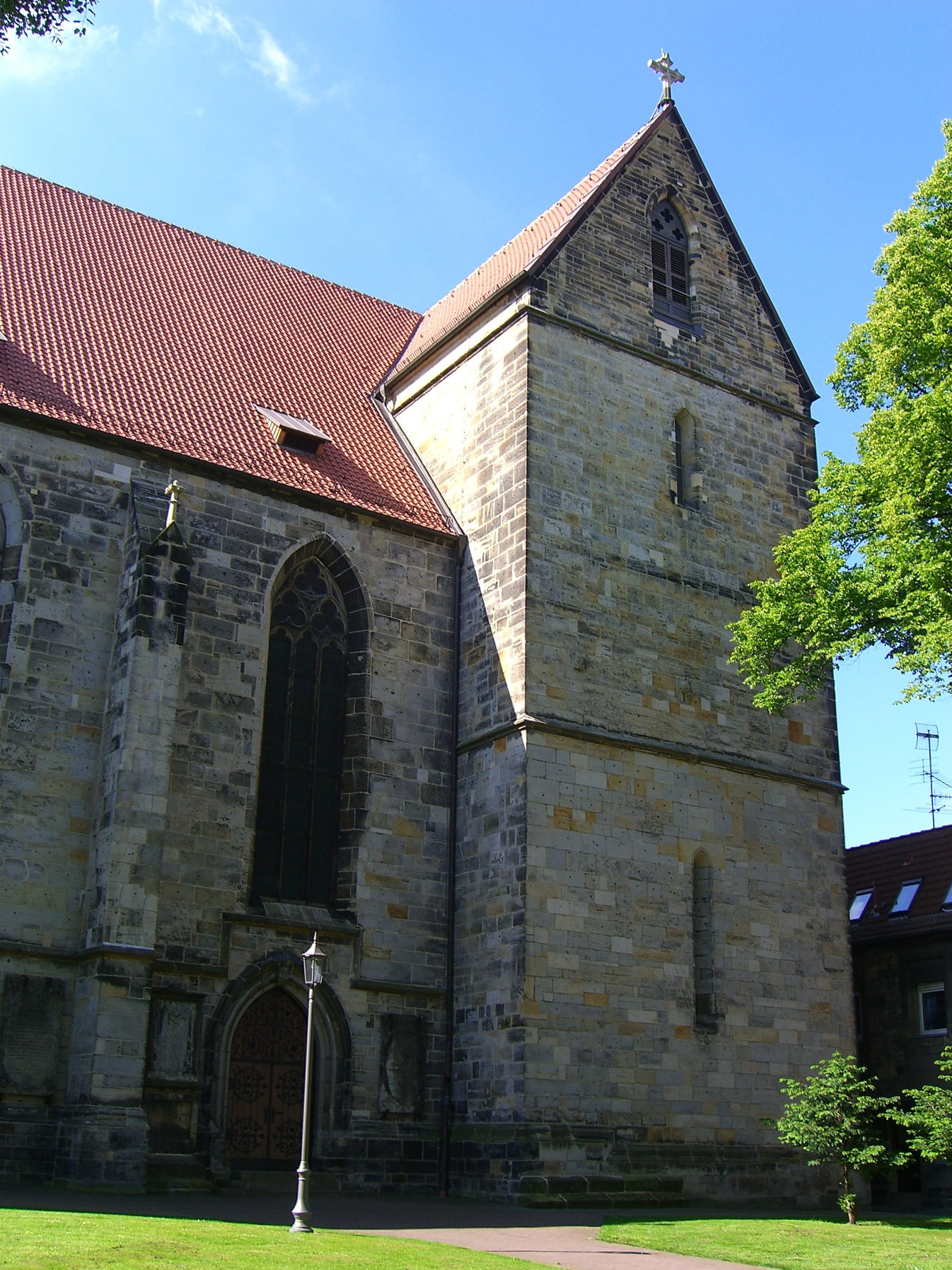
Północna strona kościoła z westwerkem

Kościół św. Szczepana (niem. Sankt-Stephani-Kirche) – gotycki, trójnawowy kościół halowy poświęcony w 1300 roku św. Szczepanowi, zbudowany na miejscu zburzonej romańskiej budowli sakralnej w dolnosaksońskim mieście powiatowym Helmstedt.
Na najwyższym wzgórzu miasta wzniesiono kościół bez wieży, który był pierwszym kościołem parafialnym w Helmstedt, a w latach 1576-1703 także kościołem uniwersyteckim ówczesnego uniwersytetu w Helmstedt. Dzisiejszy zbór kościoła Sankt-Stephani-Kirche należy do Ewangelicko-Luterańskiego Kościoła Krajowego w Brunszwiku (Evangelisch-Lutherische Landeskirche in Braunschweig).

## Historia

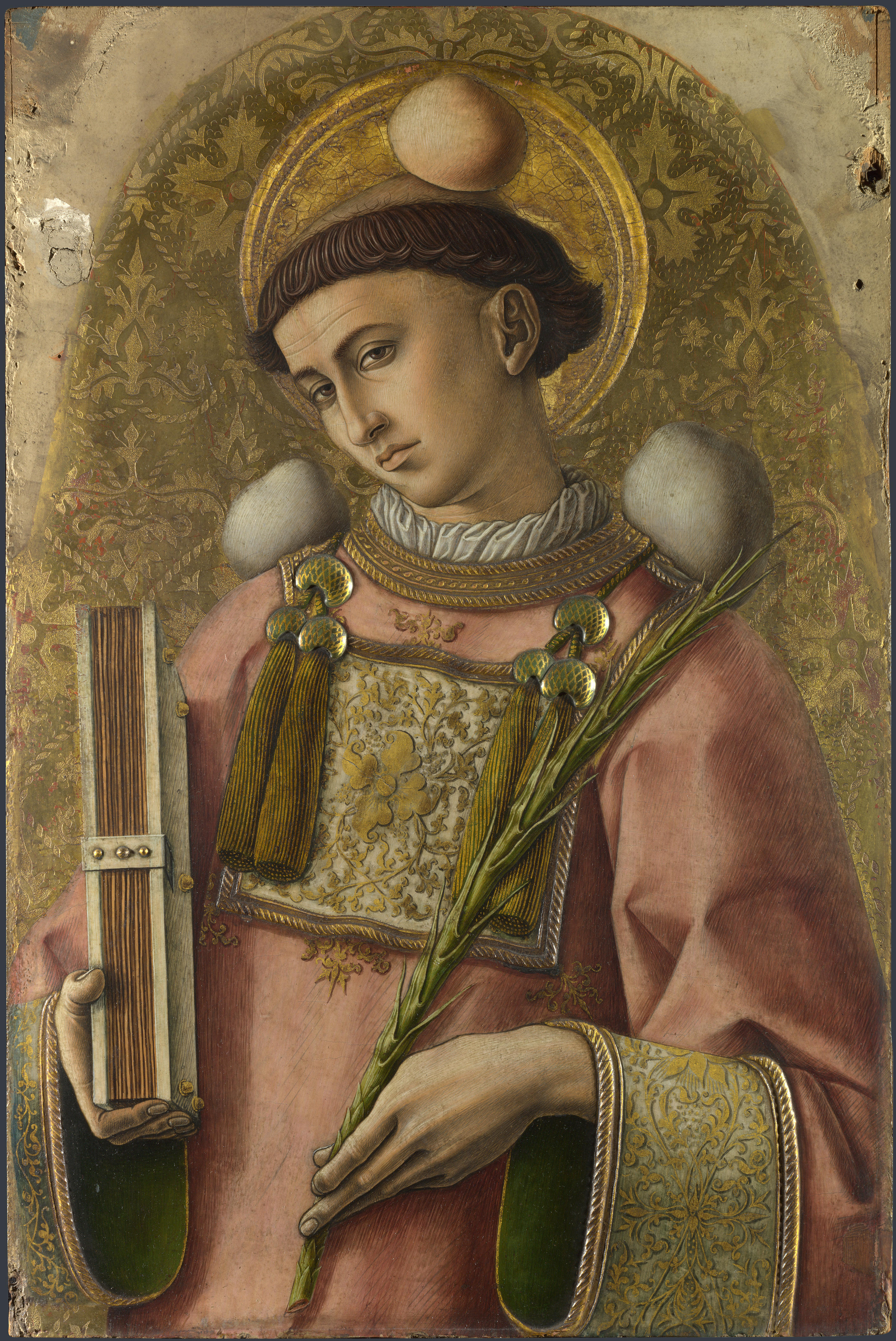
Święty Szczepan

Między rokiem 1125 a 1141 zbudowano kościół romański na wzgórzu w Helmstedt. Został on spalony na przełomie lat 1199-1200 w wyniku zniszczenia miasta przez oddziały magdeburskiego arcybiskupa Ludolfa i króla Filipa Szwabskiego.
Około 1230 roku rozpoczęto budowę dzisiejszego kościoła w stylu gotyckim na miejscu kościoła poprzednio zniszczonego. Prace budowlane trwały przez dziesięciolecia XIII wieku. Dopiero w 1300 roku kościół został poświęcony św. Szczepanowi, który jest między innymi także patronem handlowców. W wyniku zmian budowlanych w ciągu lat budynek otrzymał obok fragmentów gotyckich i romańskich także wewnętrzne wyposażenie w stylu renesansowym i barokowym. W XV wieku wzniesiono westwerk z charakterystycznymi wieżami, które nie wystają ponad dach kościoła.
Pierwsze ewangelickie kazanie według nauki Lutra w kościele Sankt-Stephani-Kirche wygłosił już w 1530 roku pastor Heinrich Wende, który krótki czas później został wypędzony z miasta przez książęcego pana kraju. Wraz z ostatecznym wprowadzeniem Reformacji w 1568 roku na obszarze księstwa Brunszwik-Lüneburg przez księcia Juliusza także opaci sąsiedniego katolickiego klasztoru Sankt Ludgeri stracili panowanie nad zborem przy kościele św. Szczepana, którzy do tej pory posiadali prawo obsadzania proboszcza.
15 października 1576 roku miało miejsce świąteczne nabożeństwo w kościele św. Szczepana w obecności księcia Juliusza i dziedziczącego po nim księcia Henryka Juliusza z okazji założenia uniwersytetu w Helmstedt. Od tej daty kościół funkcjonował przez 127 lat do 1703 roku jako kościół uniwersytecki. Po tym czasie funkcję tę pełnił przebudowany kościół Augustinerkirche przy rynku w Helmstedt. Jednak profesorowie wydziału teologicznego uniwersytetu byli do momentu jego zamknięcia w 1810 roku pastorami i generalnymi superintendentami zboru w kościele Sankt-Stephani-Kirche.
W XIX wieku został zlikwidowany cmentarz graniczący bezpośrednio z kościołem z północnej i południowej strony, a około 50 z ponad 200 epitafiów i nagrobków wysoko postawionych osób miasta i byłego uniwersytetu przeniesiono na mur zewnętrzny i wewnątrz kościoła. Od 1872 roku cmentarz zboru znajduje się na obrzeżach miasta przy ulicy Magdeburger Tor.
W czasie drugiej wojny światowej podczas nalotu 20 lutego 1944 roku kościół nie został uszkodzony, dzięki czemu budowla zachowała się bez żadnych zmian. W wyniku przebudów i budowlanych uzupełnień budynek kościoła przez stulecia uległ zmianom, co spowodowało, że tylko jego zewnętrzna część przypomina typowy gotycki kościół halowy. Szczególnie wewnątrz widać wpływ stylów kolejnych epok.

## Wyposażenie
Kościół St.-Stephani-Kirche zawiera kilka rzadkich historycznych obiektów, które ze względu na wiek budynku kościoła pochodzą z różnych okresów historycznych i artystycznych. 

### Ołtarze

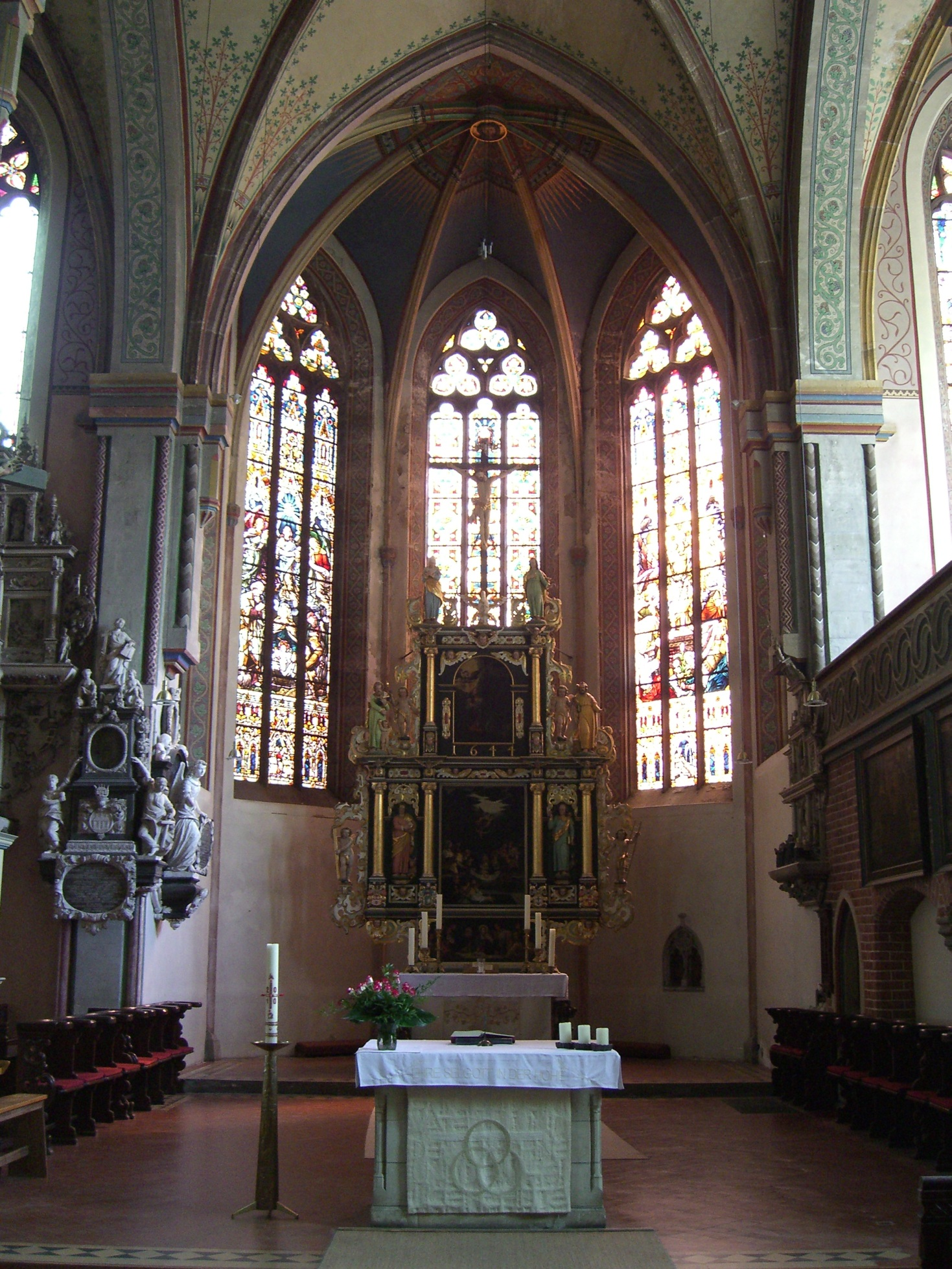
Prezbiterium kościoła z ołtarzem

We wcześniejszych wiekach było w kościele w sumie 18 ołtarzy, które były poświęcone różnym świętym i przy których odprawiano msze z prośbami. W 1542 roku, wraz z pojawieniem się ruchu reformacyjnego, ołtarze te zostały usunięte.
Dzisiaj barokowy główny ołtarz znajduje się w prezbiterium hali głównej kościoła. Nastawa ołtarzowa pochodzi z 1644 roku i została ufundowana przez skarbnika i późniejszego burmistrza Christopha Royera. Obraz w predelli ukazuje Ostatnią Wieczerzę z Jezusem Chrystusem. Główny obraz w środkowej części przedstawia Marię z dzieciątkiem Jezus i Trzech Króli. Górny obraz pokazuje biblijną scenę w ogrodzie Getsemane. Na retabulum stoi grupa rzeźbionych postaci z ukrzyżowanym Jezusem, Marią i apostołem Janem. Po bokach obrazów umieszczono figury ukazujące czterech ewangelistów Mateusza (w zielonej szacie), Marka (w złoto-żółtej szacie), Łukasza (w czerwonym stroju) i Jana (w niebieskim stroju). W tylnej ścianie nastawy ołtarza odnotowani są wszyscy pastorzy kościoła Sankt-Stephani-Kirche od czasu Reformacji (w Helmstedt od 1568).
Podstawą ołtarza w przedniej części jest kamienny blok z około 1900 roku, gdy kościół był objęty renowacją.

### Ambona

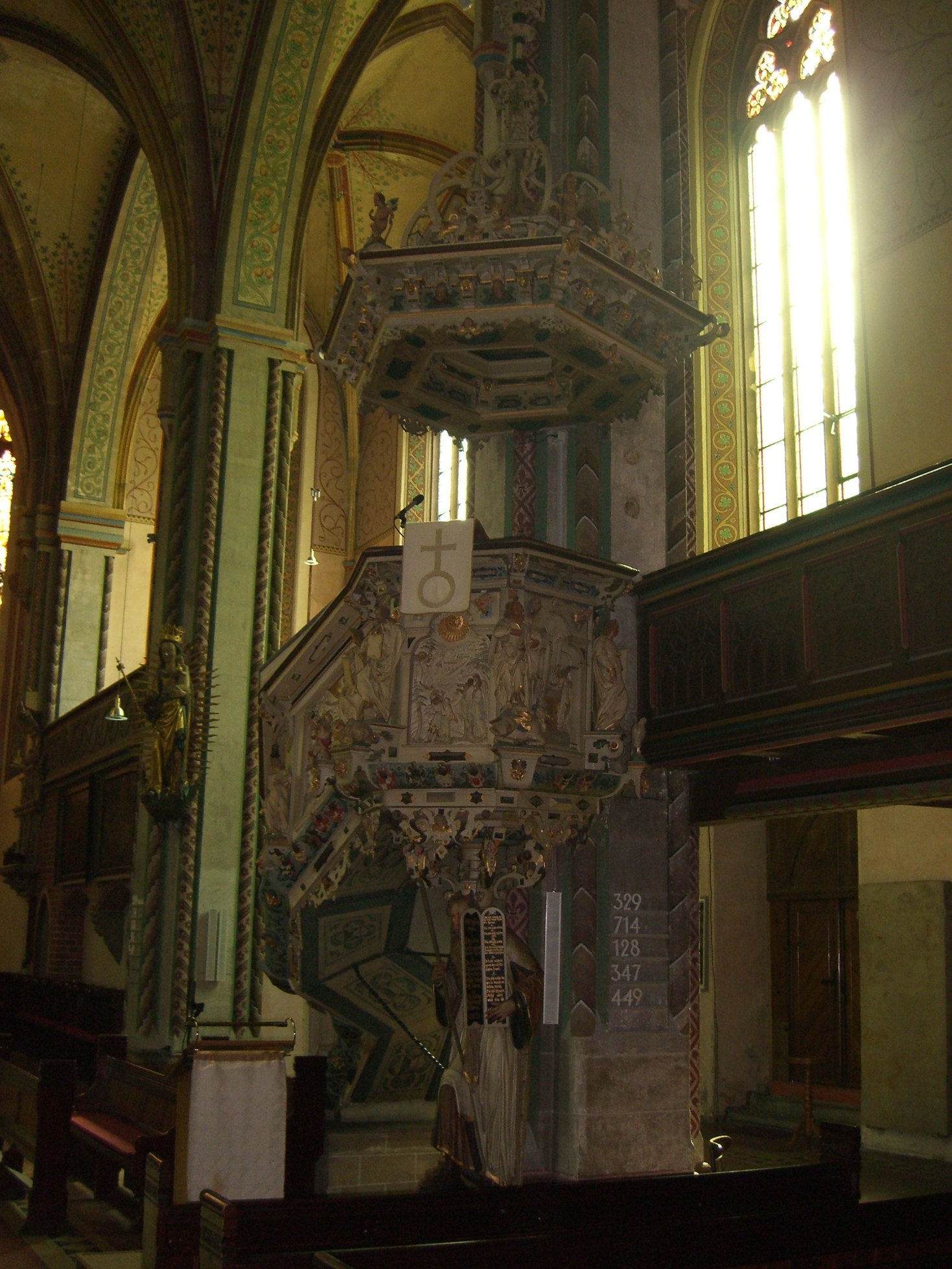
Renesansowa ambona

Ambona jest dziełem sztuki renesansowej. Została ufundowana w 1596 roku przez synów książęcego kanclerza Joachima Mynsingera von Frundeck, Sigismunda Juliusa Mynsingera i Heinricha Alberta Mynsingera. Wykonał ją rękodzielnik Georg Steyger z Quedlinburga. Jest ona bogato zdobiona, kosz ambony podtrzymywany jest przez postać Mojżesza trzymającą tablice z przykazaniami. Wzdłuż schodów prowadzących na ambonę znajdują się przedstawienia z Nowego i Starego Testamentu. Dookoła kosza ambony przy balustradzie można zobaczyć 14 herbów rodziny fundatorów Mynsinger. Ponad koszem ambony na baldachimie został zbudowany drewniany model Jerozolimy. Przy drzwiach wejściowych do ambony i dookoła niej widzi się liczne figury aniołów.

### Dzwony
Najstarszy i największy dzwon o dźwięku es został odlany około 1250 roku i ważył 3000 kg. W 1917 roku został przetopiony. Także mniejszy dzwon z 1710 roku przetopiono w 1917 roku. Trzy dzwony z brązu z 1917 roku musiano oddać podczas drugiej wojny światowej. W latach 1942–1948 rozbrzmiewał tylko jeden dzwon o średnicy 44 cm i wadze 55 kg z roku 1733, który jako jedyny historyczny dzwon kościoła zachował się i dzisiaj wyeksponowany jest w muzeum Kreis- und Universitätsmuseum Helmstedt.
Kościół dysponuje obecnie żeliwno-stalowymi dzwonami o wadze 2250 kg, 1350 kg i 1050 kg, które są zawieszone pod dachem westwerku. Nastrojone są na dźwięki cis, e i fis. Na dzwonach wygrawerowane są następujące inskrypcje: Ehre sei Gott in der Höhe (Chwała Bogu na wysokościach), Friede auf Erden (Pokój na ziemi) i Den Menschen ein Wohlgefallen (Ludziom upodobanie). Dzwony wraz z koroną zostały odlane w firmie Bochumer Verein i zostały poświęcone w 1948 roku w Święto Reformacji.

### Chrzcielnica

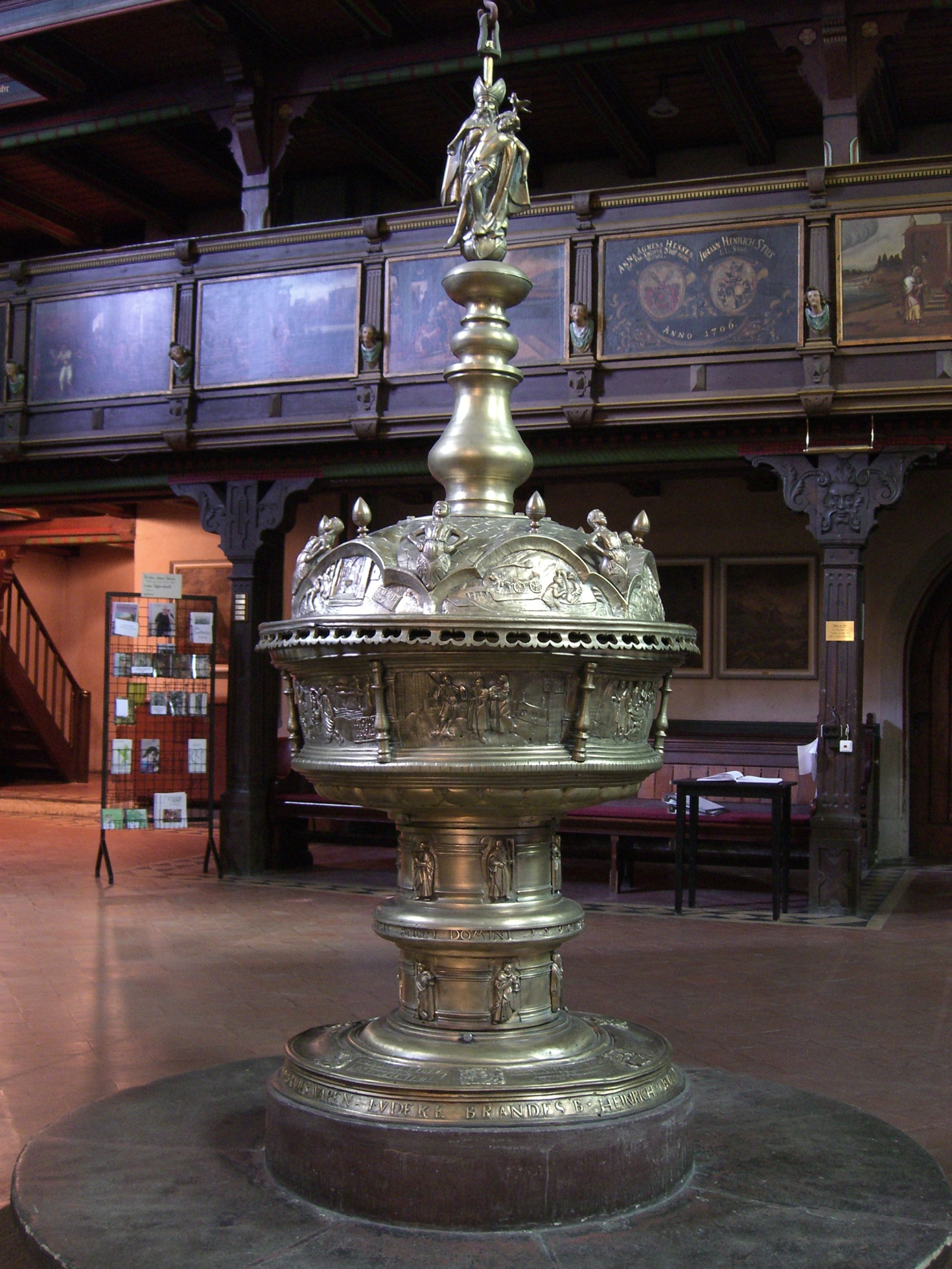
Chrzcielnica z 1590 roku

W zachodniej części przy wejściu do kościoła, patrząc w kierunku ołtarza, znajduje się chrzcielnica wykonana z mosiądzu. Została odlana w 1590 roku przez Mante Pelkinga (wzmiankowanego również jako Mante Pelckinck lub Mante Pelkinck) z Hildesheim. Rada miasta Helmstedt ufundowała ją dla ówczesnego uniwersytetu. Na stopie chrzcielnicy są wygrawerowane herby i nazwiska fundujących członków rady. W dwóch rzędach powyżej wymodelowano postaci apostołów, po sześciu w każdym rzędzie. Sześć obrazów na chrzcielnicy i sześć na jej pokrywie obrazują informacje o chrzcie i nawróceniu ze Starego i Nowego Testamentu. Są to w szczególności na chrzcielnicy: chrzest Jezusa przez Jana Chrzciciela, Wniebowstąpienie Jezusa, Zesłanie Ducha Świętego, nawrócenie Saula, chrzest dzieci przez Jezusa, Paweł w rzymskim więzieniu. Sceny na wieku chrzcielnicy przedstawiają: przejście Mojżesza przez Morze Czerwone, chrzest eunucha z Etiopii przez apostoła Filipa, woda wypływająca spod progu przybytku Bożego (Księga Ezechiela 47), Jezus i Nikodem, potop z Arką Noego, nawrócenie setnika Korneliusza. Górną część pokrywy wieńczy reprezentacja Trójcy: Boga Ojca, trzymającego Syna w ramionach, na którego głowie siedzi gołąb (symbol Ducha Świętego). Pokrywa sama jest zawieszona na łańcuchu w sklepieniu i tam zrównoważona przez przeciwciężar tak, że może być łatwo podnoszona do otwierania chrzcielnicy.

### Obrazy tablicowe
Wewnątrz kościoła znajduje się 55 olejnych obrazów tablicowych z XVII i XVIII wieku, których tematami są przeważnie wydarzenia z Nowego i Starego Testamentu, a które są kopią dzieł wielkich malarzy (np. Jacopo Tintoretto, Rubensa, Matthäusa Meriana). Pod ramą każdego obrazu znajduje się mosiężna tabliczka, na której umieszczono temat obrazu i nazwisko autora skopiowanego obrazu. Jedenaście obrazów znajduje się w zachodniej części kościoła na emporze z organami, a pozostałe na emporach południowej i północnej nawy głównej. Dwa większe obrazy wiszą na ścianie w zakrystii prezbiterium. Jeden z nich przedstawia Confessio Augustana na podstawie miedziorytu Johanna Dürra, a drugi sąd nad Jezusem.

### Organy
Organy znajdują się na zachodniej emporze kościoła i składają się z dwóch części: sekcji głównej (Hauptwerk) i pozytywu balustradowego (Rückpositiv). Prospekt organowy pochodzi z 1584 roku. Zostały one zamontowane w kościele przez Davida Becka. W następnym okresie instrument był rozbudowywany i tak na przykład w 1747 roku dodano dwie obudowy (Pedalturm) po lewej i prawej stronie głównej obudowy. Organy zostały zastąpione w 1882 roku przez Wilhelma Sauera z Frankfurtu nad Odrą i zachowała się zaledwie ich historyczna obudowa. Kolejny kompleksowy remont miał miejsce w 1954 przez budowniczego organów Friedricha Weißenborna, który za starym prospektem organowym zainstalował nowy i usunął obie obudowy boczne (Pedalturm).
Już w 1975 roku instrument ten musiał być wymieniony przez Karla Schuke z Berlina z zachowaniem historycznej obudowy. Jego organy posiadają 36 głosów na trzech manuałach i jednym pedale z mechaniczną trakturą i elektropneumatyczną kontrolą głosów. W 2000 roku nastąpiło wbudowanie setzera przez Christopha Grefe z Ilsede, który może zapamiętać do 4000 kombinacji rejestrów.
| I Rückpositiv C–g3 |                 |      |
| 1.                 | Gedackt         | 8'   |
| 2.                 | Quintadena      | 8'   |
| 3.                 | Principal       | 4'   |
| 4.                 | Koppelflöte     | 4'   |
| 5.                 | Sesquialtera II | 2/3' |
| 6.                 | Gemshorn        | 2'   |
| 7.                 | Sifflöte        | 1'   |
| 8.                 | Scharff IV      |      |
| 9.                 | Krummhorn       | 8'   |
|                    | Tremulant       |      |

| II Hauptwerk C–g3 |                |      |
| 10.               | Pommer         | 16'  |
| 11.               | Prinzipal      | 8'   |
| 12.               | Rohrflöte      | 8'   |
| 13.               | Oktave         | 4'   |
| 14.               | Spitzflöte     | 4'   |
| 15.               | Nasat          | 2/3' |
| 16.               | Oktave         | 2'   |
| 17.               | Mixtur V-VI    |      |
| 18.               | Scharff III-IV |      |
| 19.               | Trompete       | 8'   |

| III Schwellwerk C–g3 |             |      |
| 20.                  | Holzgedackt | 8'   |
| 21.                  | Blockflöte  | 4'   |
| 22.                  | Prinzipal   | 2'   |
| 23.                  | Terz        | 3/5' |
| 24.                  | Quinte      | 1/3' |
| 25.                  | Cymbel III  |      |
| 26.                  | Vox humana  | 8'   |
|                      | Tremulant   |      |

| Pedal C–d1 |           |     |
| 27.        | Prinzipal | 16' |
| 28.        | Subbass   | 16' |
| 29.        | Oktave    | 8'  |
| 30.        | Gedackt   | 8'  |
| 31.        | Oktave    | 4'  |
| 32.        | Nachthorn | 2'  |
| 33.        | Mixtur V  |     |
| 34.        | Posaune   | 16' |
| 35.        | Trompete  | 8'  |
| 36.        | Clairon   | 4'  |

- Koppeln: I/II, III/II, I/P, II/P, III/P
- Instrumenty perkusyjne: dzwoneczki (Zimbelstern)
- Tutti, setzer z 4000 kombinacji,

### Okna w kościele
Dwanaście kolorowych witraży kościoła Sankt-Stephani-Kirche zostało wykonanych dopiero w latach 1904-1906 przez firmę Ferdinanda Müllera i zastąpiły zwykłe szyby po ostatnim remoncie w 1818 roku. Osiem większych witraży, które przedstawiają sceny z Biblii zostało ufundowanych przez obywateli Helmstedt i przedsiębiorców. Witraże opisane są bardziej szczegółowo poniżej.
- Główne wejście południowe: Na witrażu jest przedstawione ukamienowanie patrona kościoła świętego Szczepana i napis Herr Jesus nimm meinen Geist auf (Apostelgeschichte des Lukas 7, 58) (pol. Panie Jezu przyjmij ducha mego (Dzieje Apostolskie 7,59).
- Południowa strona środek: Witraż odtwarza scenę ukrzyżowania Jezusa Chrystusa, a nad krzyżem jest herb Helmstedt. Napis: Ohne mich könnt ihr nichts tun (pol. Beze mnie nic uczynić nie możecie (Ewangelia św. Jana 15, 5).
- Północna strona środek: Witraż pokazuje przekazanie cesarskiego dokumentu założenia uniwersytetu w Helmstedt przez kanclerza Mynsingera w obecności książęcego syna Henryka Juliusza w dniu 15.10.1576 roku w kościele St-Stephani-Kirche. Nad sceną znajduje się herb uniwersytetu. Napis:  Des Herrn Wort bleibet in Ewigkeit (pol. Ale Słowo Pana trwa na wieki)(Pierwszy List św.Piotra 1, 25).
- Północno-wschodnia strona: Na czteroczęściowym witrażu przedstawiony jest Marcin Luter podczas przesłuchania w 1521 roku w Wormacji.
- Południowo-wschodnia strona: Witraż opowiada o wizycie reformatora Johannes Bugenhagen w Helmstedt. Napis: Einführung der Reformation in Helmstedt am 14. Oktober 1542 (pol. Wprowadzenie reformacji w Helmstedt 14 października 1542 roku. (Ostatecznie Reformacja została wprowadzona w Brunszwiku przez księcia Juliusza dopiero w 1568 roku.)
- Absyda środek: Witraż przedstawia Jezusa Chrystusa w koronie cierniowej. Scena ta jest wzorowana na podstawie obrazu Albrechta Dürera
- Absyda lewa strona: W dolnej części przedstawione jest ukazanie się Archanioła Gabriela Marii. Górna część pokazuje narodziny Dzieciątka Jezus i pokłon Trzech Króli.
- Apsyda prawa strona: Dolna część witraża opowiada historię Jonasza i wieloryba (Księga Jonasz 2). Część leżąca nad nią przedstawia zmartwychwstałego Chrystusa w chwale.

Ponadto w absydzie znajdują się dwa inne mniejsze witraże. W zakrystii (południowy wschód) znajdują się również dwa małe witraże, pokazując dwa kielichy i dwa krzyże.
Oprócz tych dwunastu witraży, są inne okna w budynku kościoła, ale te są jednak skromnie zachowane i nie posiadają witraży.

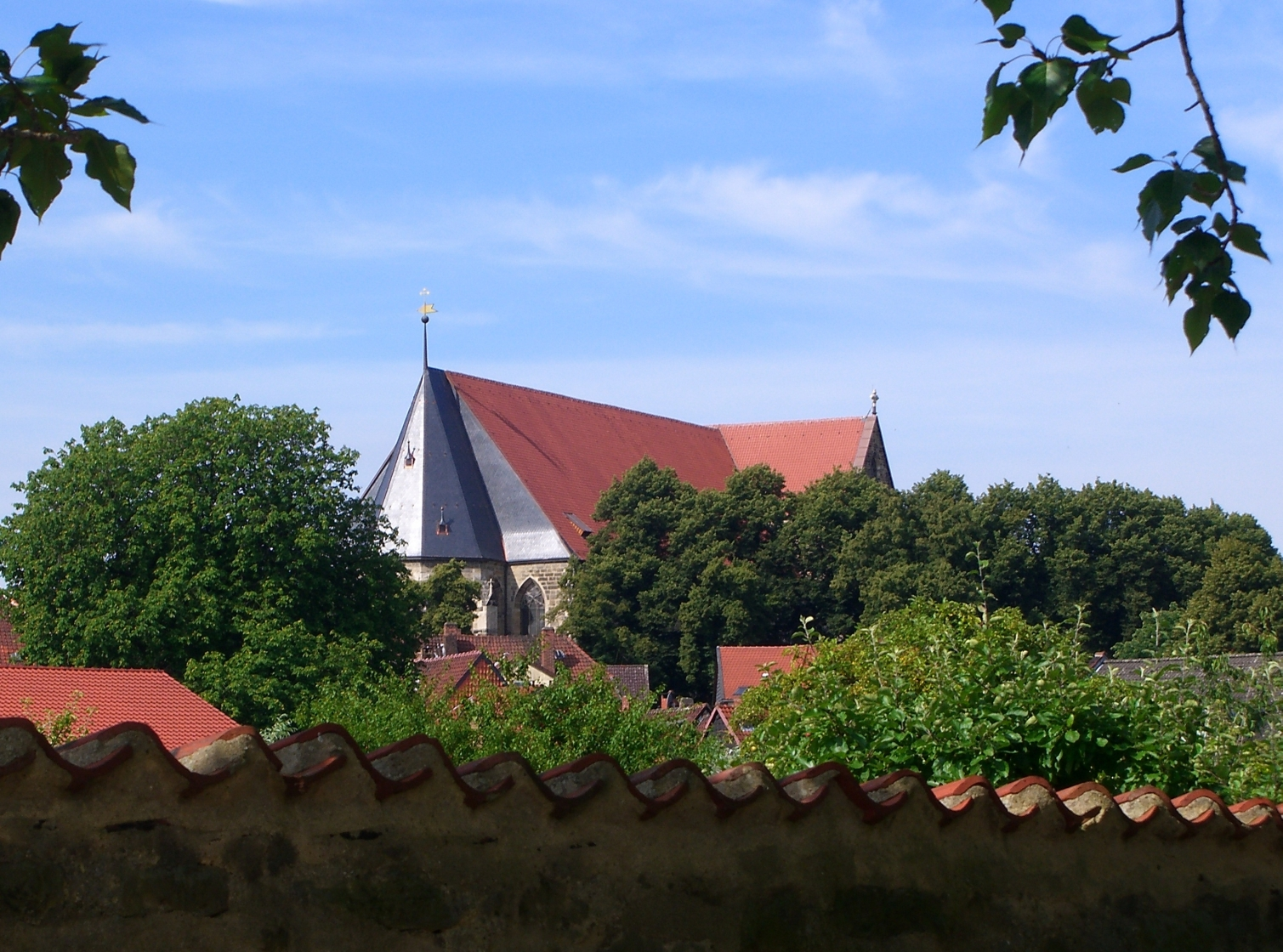
Kościół St-Stephani-Kirche na wzgórzu.

## Warto wiedzieć
- Chociaż kościół nie dysponuje żadnymi wieżami, to ze względu na umiejscowienie na wzgórzu ponad Starym Miastem Helmstedt, jest widoczny z daleka ze wszystkich kierunków.
- W dawnych zapisach kościelnych jest także określany jako ecclesia in monte czyli kościół na górze.
- Wzgórze na którym znajduje się kościół służyło już około 1100 roku jako miejsce pochówków[4].
- Johannes Borcholt (1535-1593), profesor uniwersytetu w Helmstedt, został pochowany w tym kościele.

## Literatura
- Rudolf Kleinert: St. Stephani-Kirche zu Helmstedt. Helmstedt 1965/1982.
- Rosemarie Pohl: Ecclesia in Monte. Die Kirche auf dem Berg. Helmstedt 2008.
- Hermann Oertel: Die St. Stephanikirche zu Helmstedt. Zur 825-Jahr-Feier der Kirchengemeinde und zur Orgelweihe 1975.